# Olenegorsk (Murmansk oblast)
Olenegorsk (russisk: Оленего́рск) er en by på 23.900 indbyggere (2005), beliggende på Kolahalvøen i Murmansk oblast i det nordvestlige Rusland ca. 112 km syd for Murmansk. Byen blev grundlagt i 1916 og givet officiel bystatus i 1957. Økonomien er baseret på jernudvinding og forarbejdning. Olenegorsk er hjemsted for den militære luftbase Olenja.